# 約克維爾 (加利福尼亞州)
約克維爾（英語：Yorkville）是位於美國加利福尼亞州門多西諾縣的一個非建制地區。該地的面積和人口皆未知。

## 地理
約克維爾的座標為39°53′53″N 123°12′52″W / 39.89806°N 123.21444°W，而該地的平均海拔高度為281米（即922英尺）。